# Ashley Fox

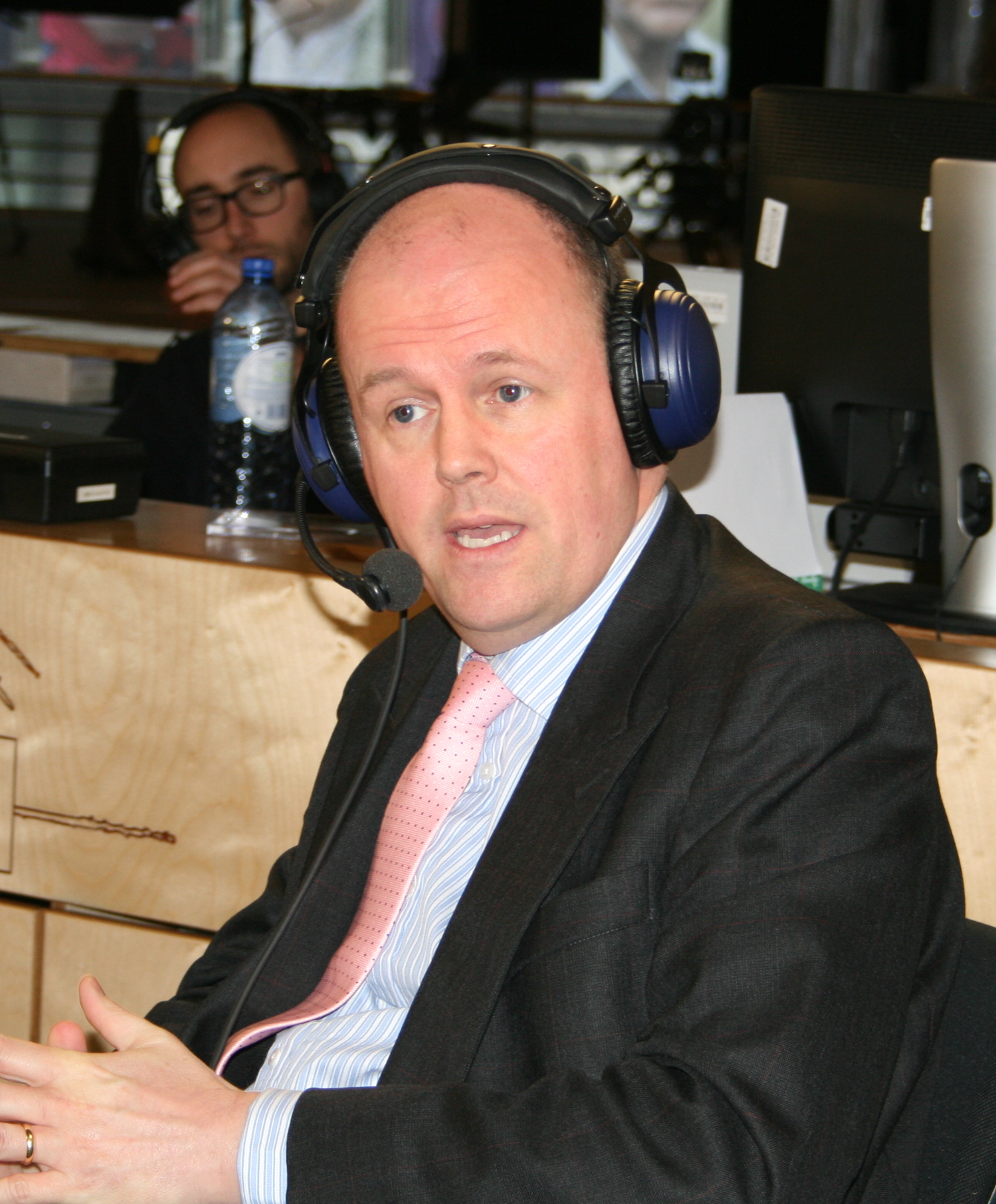
Ashley Fox

Ashley Peter Fox (Sutton Coldfield, 15 november 1969) is een Brits lid van het Europees Parlement voor de Conservative Party.

## Levensloop
Fox is de zoon van Clive en Diana Fox. Hij deed middelbare studies aan The King's School, Worcester, en vervolgens rechten aan de Bristol Polytechnic. Na een jaar als assistent te hebben gewerkt in Frankrijk, deed hij zijn eindexamens in de rechten aan Chester College of Law. Hij werd aanvaard als advocaat (solicitor) in 1994.
Gedurende vijftien jaar werkte hij als advocaat in Bristol, gespecialiseerd in verzekeringszaken. Hij was partner in de advocatenassociaties Badhams Thompson en Morgan Cole.
In 1998-2000 was hij voorzitter van de Bristol West Conservative Association. Hij was de conservatieve kandidaat voor Bath bij de parlementsverkiezingen van 2001, maar werd niet verkozen. In 2002 werd hij verkozen als raadslid voor Westbury-on-Trym in de Bristol City Council, en vervulde dit mandaat gedurende acht jaar.
Hij woont in Bristol met zijn vrouw, zoon en dochter.

## Europees parlementslid
In juni 2009 werd Ashley verkozen tot Europees parlementslid voor de Conservative Party in het kiesdistrict South West England. In december 2010 werd hij aangesteld als Chief Whip van de European Conservatives and Reformists Group (ECR). 
Ashley is lid van de Commissie Interne Markt. Zijn interesse is vooral gericht op de ruimtevaart en op de farmaceutische industrie. Hij zetelt ook in de Commissie Economische en Monetaire Zaken en de Commissie Constitutionele Zaken. Hij is lid van de delegaties voor de relaties met China en met de Arabische landen.
Voor de verkiezingen van mei 2014 is Ashley Fox lijsttrekker voor de Conservatives in het kiesdistrict North West England.